# Christopher Wollter
Claes Brian Christopher Wollter, född 5 februari 1972 i Vänge i Uppsala län, är en svensk skådespelare,  sångare och programledare i TV.

## Biografi
Wollter, som är uppvuxen i Lund, inledde sin TV-karriär som 13-åring  som reporter i barn- och ungdomsprogrammet Barnjournalen. Han utbildades vid Teaterhögskolan i Göteborg och utexaminerades 1997.  Han har efter sina studier varit engagerad bland annat vid Stockholms Stadsteater, Oscarsteatern, Göteborgsoperan, Kungliga Dramatiska teatern, Vasateatern, Malmö Opera, Cirkus och Teater Brunnsgatan Fyra i Stockholm.
Bland tv- och filmroller kan nämnas Carl Strand Löwenhaag i Camilla Läckbergs Lyckoviken, klassens ledare i Anna Odells Återträffen som vann en guldbagge för bästa film, Majas pappa i Störst av Allt (Kristallenvinnare 2019) och Micke i  Netflix-filmen Dancing Queens.
Han har medverkat i underhållningsprogram som Så ska det låta, Doobidoo, Lotta på Liseberg, Allsång på Skansen och som solist i SVT:s Trettondagskonsert med Radiosymfonikerna i Berwaldhallen.
Bland roller på scen kan nämnas titelrollen i Doktor Zjivago på Malmö Opera, Thomas Stockmann i En Folkefiende, amerikanen Freddie i Chess, Nick i Vem är rädd för Virginia Woolf, Conny i Så som i himmelen, Chris i Miss Saigon, John Gilbert i GG - Greta och Gilbert, Marius i Les Misérables, Jamie i The last five years och Georg von Trapp i Sound of Music på Nöjesteatern i Malmö. Han är även producent för konsertföreställningen Brel möter Piaf -rebellen och sparven som han framför tillsammans med Åsa Fång. 2019 släppte han skivan Wollter möter Brel.
På Teater Brunnsgatan fyra har han spelat i Martina Montelius Elda! Elda! Elda!, Hiroshima min älskade i regi av Philip Zandén och Göran och Kärleken som Wollter har skrivit tillsammans med regissören Christian Tomner.

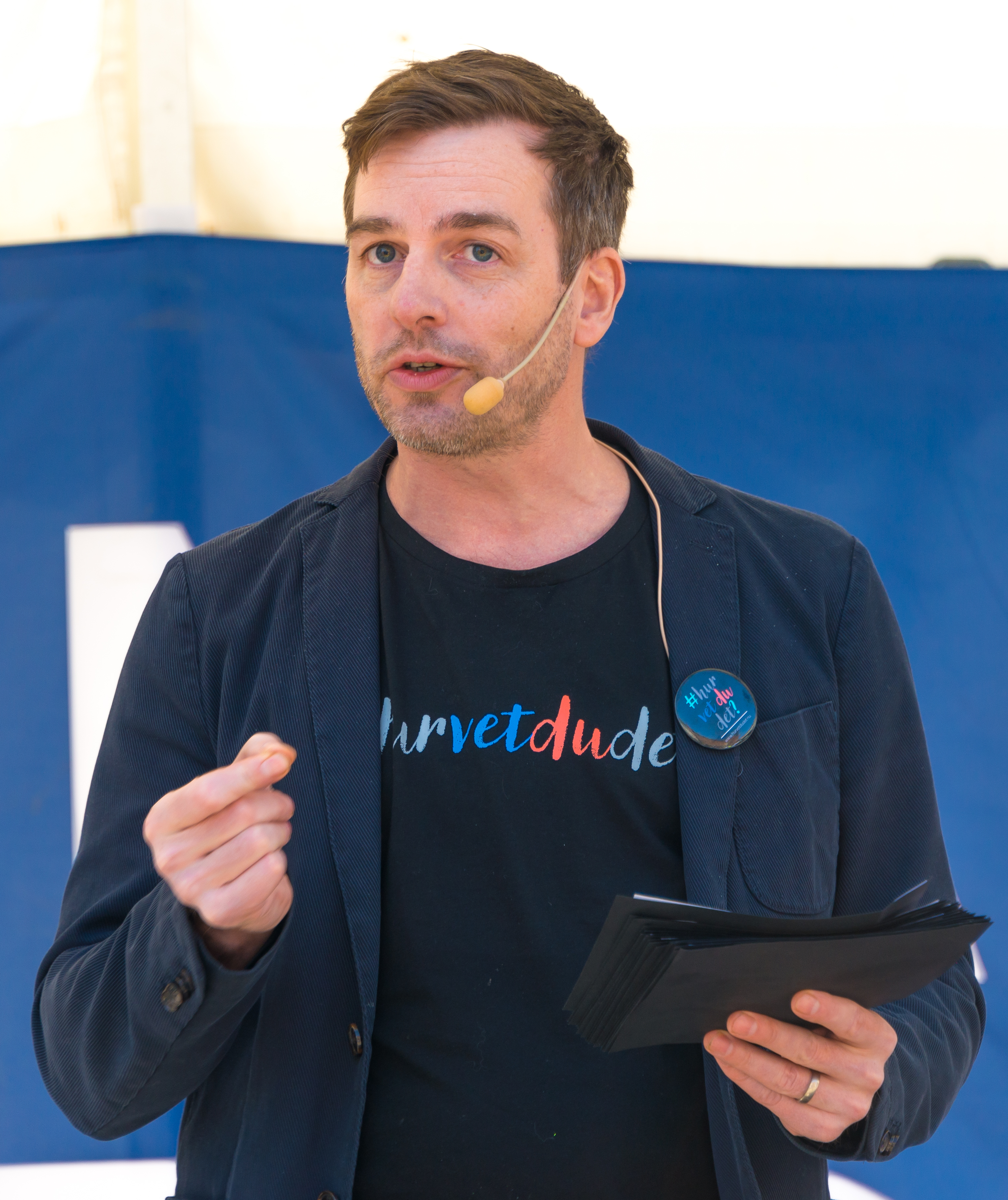
Christopher Wollter leder programmet för March for Science på Norrmalmstorg i Stockholm 2018.

### Familj
Christopher Wollter är sedan 2005 gift med Julia Dufvenius. Hans farfar är bror till skådespelaren Sven Wollter.

## Filmografi
- 2001 – Suxxess
- 2002 – Järnvägshotellet (TV-serie)
- 2004 – Kogänget (röst som bröderna Willie)
- 2006 – När mörkret faller
- 2006 – Göta Kanal 2
- 2007 – Kommissarien och havet – Den du inte ser (TV-serie)
- 2007 – Kommissarien och havet – I denna stilla natt (TV-serie)
- 2007 – Inga Lindström (TV-serie)
- 2008 – Häxdansen (TV-serie)
- 2010 – Lyckliga jävel
- 2011 – En enkel till Antibes
- 2011 – Jagat vittne
- 2012 – Livstid
- 2010–2014 – Piraterna (TV-serie)
- 2013 – Återträffen
- 2014 – Maria Wern (TV-serie)
- 2015 – Berättelsen om Askungen (röst som prins Kit)
- 2016 – Maria Wern – De döda tiger
- 2016 – Mammor (TV-serie)
- 2016 – Finaste familjen (TV-serie)
- 2017 – Delhis vackraste händer (TV-serie)
- 2017 – Sommaren med släkten (TV-serie)
- 2017 – Modus (TV-serie)
- 2017 – Skönheten och odjuret (röst som Gaston)
- 2018 – Gråzon (TV-serie)
- 2019 – Störst av allt (TV-serie)
- 2019 – Heder (TV-serie)
- 2020 – Dejta (TV-serie)
- 2020–2022 – Lyckoviken (TV-serie)
- 2021 – Dancing Queens
- 2022 – Nattryttarna
- 2022 – Toppen
- 2023 – Hela kändis-Sverige bakar – säsong 10 (TV-serie)
- 2024 – Midsommarnatt (TV-serie)
- 2025 – Där solen alltid skiner (TV-serie)
- 2025 – Let's Dance (TV-serie)

## Teater

### Roller (ej komplett)
| År   | Roll                                                               | Produktion                                                                               | Regi                          | Teater                             |
| ---- | ------------------------------------------------------------------ | ---------------------------------------------------------------------------------------- | ----------------------------- | ---------------------------------- |
| 1996 | Marius                                                             | Les Misérables Claude-Michel Schönberg och Alain Boublil                                 | Vernon Mound                  | Wermland Opera                     |
| 1997 | Perchik                                                            | Spelman på taket (Fiddler on the Roof) Jerry Bock, Sheldon Harnick och Joseph Stein      | Georg Malvius                 | Stockholms stadsteater             |
| 1999 | Riff                                                               | West Side Story Leonard Bernstein, Stephen Sondheim och Arthur Laurents                  | Staffan Aspegren              | GöteborgsOperan                    |
| 2000 | Marius                                                             | Les Misérables Claude-Michel Schönberg och Alain Boublil                                 | Vernon Mound                  | Göteborgsoperan                    |
| 2001 | Chris                                                              | Pearl Harbor Henrik Wallgren                                                             | Henrik Wallgren               | Riksteatern Stockholms Stadsteater |
| 2001 | Magaldi                                                            | Evita Andrew Lloyd Webber och Tim Rice                                                   | Ronny Danielsson              | Cirkus, Stockholm                  |
| 2001 | John Gilbert                                                       | GG – Garbo och Gilbert (Hollywood: Ritratto di un Divo) Guido Morra och Gianni Togni     | Ronny Danielsson              | Stockholms Stadsteater             |
| 2003 | Chris                                                              | Miss Saigon Claude-Michel Schönberg och Alain Boublil                                    | Vernon Mound                  | Göteborgsoperan Malmö Opera        |
| 2004 | Tony                                                               | West Side Story Leonard Bernstein, Stephen Sondheim och Arthur Laurents                  | Stanislav Mosa                | Holland                            |
| 2004 | Nick                                                               | Vem är rädd för Virginia Woolf (Who's Afraid of Virginia Woolf?) Edward Albee            | Krister Henriksson            | Riksteatern Lorensbergsteatern     |
| 2005 | Abraham Jakob                                                      | Rebecka Jonas Franke-Blom och Ylva Eggehorn                                              | Catarina Gnosspelius          | Stora Teatern                      |
| 2005 | Rågpojken Gossen Nyttoväxt Backabarn Häxan Avundsjuka Olle Julbock | Petter och Lotta och stora landsvägen Lucas Svensson efter Elsa Beskow                   | Carolina Frände               | Dramaten                           |
| 2006 | Pip Theo                                                           | Three Days of Rain Richard Greenberg                                                     | Anders Björne                 | Teater Playhouse                   |
| 2006 | Herr Kameleont                                                     | Banankontakt Janne Schaffer, Björn J:son Lindh och Lasse Åberg                           | Sven-Åke Gustavsson           | Malmö Opera                        |
| 2007 | Medverkande                                                        | Brel - rakt in i hjärtat Eric Blau och Mort Shuman, baserad på Jacques Brels musik       | Olle Ljungberg                | Vasateatern                        |
| 2007 | Niko                                                               | Zorba John Kander, Fred Ebb och Joseph Stein                                             | Ronny Danielsson              | Malmö Opera                        |
| 2008 | Freddy Eynsford-Hill                                               | My Fair Lady Frederick Loewe och Alan Jay Lerner                                         | Tomas Alfredson               | Oscarsteatern                      |
| 2010 | Jamie                                                              | The last five years Jason Robert Brown                                                   | Rikard Bergqvist              | Göteborgsoperan                    |
| 2011 |                                                                    | Brel möter Piaf                                                                          | Christopher Wollter           | Turné Musikaliska Akademien        |
| 2011 | Fritiof                                                            | Elda! Elda! Elda! Martina Montelius                                                      | Staffan Roos                  | Teater Brunnsgatan Fyra            |
| 2012 | Freddie                                                            | Chess Benny Andersson, Björn Ulvaeus och Tim Rice                                        | Mira Bartov                   | Göteborgsoperan                    |
| 2012 | Göran Lessman Christopher Wollter                                  | Göran och Kärleken Christian Tomner och Christopher Wollter                              | Christian Tomner              | Teater Brunnsgatan Fyra            |
| 2014 | Borgmästaren                                                       | Rock of Ages Chris D’Arienzo                                                             | Anders Albien                 | Rondo                              |
| 2014 | Jurij Zjivago                                                      | Doktor Zjivago (Doctor Zhivago) Michael Weller, Michael Korie, Amy Powers och Lucy Simon | Ronny Danielsson              | Malmö Opera                        |
| 2015 | Alberto Beddini                                                    | Top Hat Irving Berlin, Dwight Taylor och Allan Scott                                     | Sissela Kyle Roine Söderlundh | Malmö Opera                        |
| 2016 | Allan                                                              | Jobba för två (One Man, Two Guvnors) Richard Bean                                        | Leif Lindblom                 | Gunnebo slottsteater               |
| 2017 | John                                                               | Tänk Om (If/Then) Brian Yorkey                                                           | Philip Zandén                 | Malmö Opera                        |
| 2017 | Kapten von Trapp                                                   | Sound of Music Richard Rogers/Oscar Hammerstein                                          | Anders Aldgård                | Nöjesteatern                       |
| 2018 | Conny                                                              | Så som i himmelen Fredrik Kempe, Kay Pollak och Carin Pollak                             | Markus Virta                  | Oscarsteatern                      |
| 2021 | Herr Kameleont                                                     | Trazan & Banarne -Banankontakt Janne Schaffer, Björn J:son Lindh och Lasse Åberg         | PM Andersson                  | Turné                              |
| 2022 | Han                                                                | Hiroshima - min älskade (Hiroshima mon amour) Marguerite Duras                           | Philip Zandén                 | Teater Brunnsgatan Fyra            |
| 2023 | Tomas Stockmann                                                    | En Folkefiende (En Folkefiende) Henrik Ibsen                                             | Niklas Hjulström              | Teater Västmanland                 |
| 2024 | Michael                                                            | Lazarus David Bowie och Enda Walsh                                                       | Stefan Larsson                | Göta Lejon                         |

## TV-programledare
- 2010–2014 – Piraterna (TV-serie), Sveriges Television